# Eri Tokunaga
Eri Tokunaga (徳永エリ, Tokunaga Eri), née le 1er janvier 1962, est une femme politique japonaise, représentant la préfecture d'Hokkaidō à la Chambre des conseillers du Japon pour le Parti démocrate constitutionnel.

## Jeunesse et études
Tokunaga naît le 1er janvier 1962 à Sapporo, sur l'île d'Hokkaidō. Elle abandonne ses études à l'université Hōsei, pour se concentrer sur le journalisme d'investigation, enquêtant notamment sur l'affaire Glico-Morinaga ou les origines de l'avarie du vol Japan Airlines 123.

## Carrière électorale
Elle est élue pour la première fois à la Chambre des conseillers du Japon en 2010, en tant que représentant du Parti démocrate du Japon.
En 2012, elle soutient la candidature de Makiko Tanaka, ancienne ministre de la Justice, à la présidence du parti démocrate, sans succès. Elle est réélue en 2016 à son poste de conseillère.
Lors de la création du Parti démocrate constitutionnel, issu de la fusion du Parti démocrate progressiste et du Parti démocrate du peuple en 2020, elle soutient la candidature de Kenta Izumi à la présidence du parti, dont elle est la directrice du cabinet de campagne,. À la suite de l'élection de ce dernier en 2021, elle rejoint le Bureau du Parti démocrate constitutionnel, au poste de président du comité permanent du parti, de directrice du comité de l'agriculture, des forêts et de la pêche, ainsi qu'à la tête du bureau chargée de l'égalité des sexes.
En 2022, à la suite des élections de la chambre des conseillers du Japon, elle est à nouveau reconduite à son poste, cette fois sous l'investiture du Parti démocrate constitutionnel.

## Prises de positions
Durant son mandat parlementaire, elle est très impliquée dans les questions liées à l'environnement, à l'écologie et à la biodiversité, et a dirigé le Comité de l'environnement de la Chambre des conseillers pendant une année.
Tokunaga se déclare favorable à l'instauration de quotas afin de favoriser l'accès des minorités à certains postes, et se déclare favorable à la légalisation du mariage homosexuel au Japon. Elle s'oppose également au fait que les femmes de la famille impériale doivent quitter cette dernière après un mariage.
Comme la majorité des conseillers démocrates, elle s'oppose à une révision de la constitution du Japon. Elle est également opposée à l'utilisation de l'énergie nucléaire, qu'elle soit militaire ou civile, et souhaite favoriser grandement les énergies renouvelables.
Du point de vue international, elle est également favorable à un renforcement des mesures de sanction prises par le Japon à l'encontre de la Russie, à la suite du conflit opposant cette dernière à l'Ukraine.